# Muzeul Național al Literaturii Române din Iași
Muzeul Literaturii Române din Iași, denumit din 2015 Muzeul Național al Literaturii Române din Iași, este un muzeu cu sediul administrativ în Casa Pogor din Iași.

## Istoricul muzeului
Muzeul este deschis în casa, monument istoric, construită între anii 1855 și 1858, aparținând Societății literare Junimea, unde au locuit Vasile Pogor și Mihai Eminescu. Casa Vasile Pogor este monument de arhitectură și a fost construită între anii 1855 și 1858.
Muzeul a funcționat mai întâi ca secție de literatură în cadrul Complexului Muzeal Iași. Devine instituție de sine stătătoare la 1 octombrie 1990 având 10 obiective în subordine: Bojdeuca lui Ion Creangă, Casa Vasile Alecsandri, Casa Vasile Pogor, Casa Dosoftei, Casa Memorială „Mihai Codreanu” (Vila Sonet), Casa Memorială „Otilia Cazimir”, Muzeul Teatrului, Casa Mihail Sadoveanu, Muzeul „Mihai Eminescu”, Casa George Topârceanu, la care se adaugă din 15 octombrie 1993 Casa Nicolae Gane. A fost restaurată Casa Negruzzi de la Hermeziu care a fost amenajată ca muzeu.
Documentele și obiectele memoriale referitoare la istoria teatrului în Moldova au fost transferate de la Casa vornicului Vasile Alecsandri la Colecția muzeală „Istoria teatrului românesc” din Iași.
Celor 12 muzee se adaugă Galeriile de artă „Pod-Pogor”, inaugurate în anul 2002, Colecția Mihai Ursachi”, inaugurată în anul 2004, și Colecția „Al. Husar”, inaugurată în anul 2010.

## Organizarea muzeului
Colecțiile din cadrul Muzeului Literaturii Române reunesc documente și obiecte memoriale aparținând scriitorilor români, de asemenea o colecție de carte rară românească și străină și de carte veche românească, manuscrise, ediții prime, colecții rare, obiecte de artă ilustrând perioada literară de la Costache Conachi până în 1900; literatură contemporană: momentul Viața Românească.